# Ludwik Bystrzonowski
Ludwik Tadeusz Szafraniec-Bystrzonowski herbu Starykoń (ur. 24 sierpnia 1797 w Krakowie, zm. 27 sierpnia 1878 w Paryżu) – działacz Wielkiej Emigracji, generał turecki, pułkownik powstania węgierskiego 1848, dyplomata turecki i emigracyjny, hrabia w Królestwie Kongresowym w 1820 roku.

## Życiorys

### Młodość
Był pierwszym dzieckiem Kazimierza i Anny Bystrzonowskich. Młodość spędził w Krakowie. W 1812 wyjechał do Warszawy. Tam kształcił się w liceum Samuela Lindego. W wieku 18 lat powrócił do Krakowa i zapisał się na Uniwersytet Krakowski. Po około roku studiów wyjechał na Ukrainę; tam przez kilka lat gospodarował przekazanymi mu przez ojca posiadłościami Bebelno, Dąbie i Boczkowice. Jednocześnie dużo czasu spędzał w Krakowie. Pod koniec lat 20. prawdopodobnie zaangażował się w działalność Towarzystwa Patriotycznego. W 1829 znalazł się w Warszawie.

### Powstanie listopadowe
Po wybuchu powstania listopadowego mianowany dowódcą szwadronu; walczył w 1. Pułku Krakusów. Wraz ze swoim ojcem wystawił własnym sumptem szwadron jazdy, którego nominalne dowództwo objął już w stopniu majora. Rzeczywistym dowódcą był kapitan Ignacy Ciechawski, z uwagi na brak doświadczenia militarnego Bystrzonowskiego.
Uczestnik bitwy pod Nową Wsią. W trakcie starć pod Grochowem jego szwadron stacjonował w Oblasach. W kwietniu 1831 szwadron Bystrzonowskiego został przydzielony do eskorty wodza naczelnego powstania, Jana Skrzyneckiego. W maju tegoż roku szwadron Bystrzonowskiego ponownie został zaangażowany w działania bojowe, ścierając się z wojskami rosyjskimi pod Długosiodłem i nad Narwią, a w dalszej kolejności pod Laskowcem i pod Tykocinem.  
Podczas bitwy pod Ostrołęką Bystrzonowski bił się wraz ze swoim szwadronem w sile około 200 ludzi. Jego oddział pełnił zadanie osłony baterii dział Józefa Bema. Za udział w bitwie Bystrzonowski został odznaczony Krzyżem Kawalerskim (wówczas stanowiącym III klasę odznaczenia) Orderu Virtuti Militari. We wrześniu 1831 wziął udział w obronie Warszawy, a po kapitulacji miasta wraz ze swoim oddziałem ruszyli w kierunku granicy pruskiej, którą przekroczyli z początkiem października, kończąc swój udział w powstaniu.

### Emigracja
Po rozbrojeniu oddziałów i odbyciu kwarantanny Bystrzonowski został przez Prusaków ulokowany, najprawdopodobniej wraz z innymi polskimi oficerami, na zamku w Malborku. Tam prędko stał się, obok Józefa Bema, jednym z głównych propagatorów idei emigracji wśród żołnierzy i oficerów. W 1832, okrężną drogą przez Drezno, Monachium i Szwajcarię, udał się na emigrację do Francji. Jesienią 1832 dotarł do Awinionu, który stanowił czasowe centrum emigracji polskiej wyznaczone przez Francuzów. Po około miesiącu postanowił opuścić miasto i udał się do francuskiego Algieru. W 1833 wyruszył w podróż do Egiptu i na Bliski Wschód. W jej trakcie zwiedził m.in. Gizę, Luksor, Palmyrę i Jerozolimę. W Aleksandrii nabył egipską mumię, którą wysłał do Krakowa jako dar dla Uniwersytetu Jagiellońskiego. Był to początek okresu ciągłych podróży, głównie po krajach basenu Morza Śródziemnego, który trwał łącznie około trzech lat.

#### W służbie Czartoryskiego
Od 1835 przebywał w Paryżu, gdzie blisko związał się z osobą księcia Adama Jerzego Czartoryskiego i środowiskiem Hotel Lambert. Za sprawą swoich podróży Bystrzonowski z miejsca stał się najważniejszym głosem doradczym Czartoryskiego w zakresie polityki wschodniej. W maju 1835 wysłany został do Galicji, gdzie miał osobiście rozeznać się w sytuacji i nastrojach po powstaniu. W kręgu środowiska księcia Czartoryskiego Bystrzonowski był jednym z przywódców nieformalnego stronnictwa tzw. "młodych", które dążyło do radykalizacji działań i przyspieszenia wybuchu powstania na ziemiach polskich. W 1837 Bystrzonowski został redaktorem czasopisma "Kraj i Emigracja". W listopadzie 1837 wraz z grupą monarchistów okrzyknął księcia Adama królem Polski; miało to miejsce podczas spotkania Towarzystwa Literackiego w Paryżu. W 1839 podjął współpracę przy redakcji nowego czasopisma o wydźwięku monarchistycznym, "Trzeci Maj". Choć sam Adam Czartoryski nie zajął jednoznacznego stanowiska wobec idei ukoronowania go, to Bystrzonowski, jako jej główny propagator, zyskał sobie przez tę akcję wielu wrogów spośród emigracji, zwłaszcza w kręgach demokratycznych.  
W latach 1838–1839 zaangażował się w wielomiesięczną misję w Belgii, gdzie próbował doprowadzić do wybuchu konfliktu pomiędzy mocarstwami europejskimi; pomimo pewnych sukcesów (krótkotrwałe zerwanie stosunków dyplomatycznych Belgii z Prusami i Austrią) jego misja nie przyniosła rezultatów. Latem 1839 został wysłany do Hamburga w celu spotkania z przedstawicielem działaczy niepodległościowych w Wielkopolsce.  W 1840 wyjechał do Algierii, by wziąć udział w walkach z emirem Abd al-Kadirem. Został odznaczony krzyżem Legii Honorowej za udział w zdobyciu Medei. Następnie uczestniczył w zdobyciu miasta Miliana.
Pod koniec lipca udał się z powrotem do Paryża. Po powrocie spisał dwutomowy opis kampanii noszące tytuł O Algieryi, a głównie o wypadkach zaszłych w tym kraju od zajęcia onego przez Francuzów. W latach 1840–1843 miało miejsce czasowe ochłodzenie stosunków pomiędzy Bystrzonowskim a Czartoryskim; ten pierwszy znacznie ograniczył swoją działalność dla Hotel Lambert, jednak, kiedy jego plany zaciągnięcia się do armii francuskiej bądź belgijskiej nie doszły do skutku, wznowił współpracę z księciem Adamem. Był współzałożycielem powstałego w 1843 Towarzystwa Monarchicznego Trzeciego Maja. W 1846 przebywał w Londynie, gdzie zabiegał o finansowanie dalszych działań środowiska Czartoryskiego. Wykorzystywany przez Hotel Lambert w wielu misjach zagranicznych.
Był autorem wielu prac strategiczno-wojskowych. W 1842 wydał Notice sur le résau stratégique de la Pologne, studium o sieci strategicznej Polski, która to praca miała pomóc w przygotowaniu założeń militarnych nowego powstania w kraju. Swoje artykuły publikował w piśmie Trzeci Maj. Inspirował prasę brytyjską i francuską, które w jego osobie znalazły cennego informatora o sprawach polskich.

#### Wiosna Ludów
Po wybuchu rewolucji lutowej we Francji, przygotował projekt utworzenia kadr legionowych przy rządzie francuskim. Koncepcja ta nie została zrealizowana. W czerwcu 1848 wziął udział po stronie wojsk rządowych w walkach paryskich przeciwko robotnikom. W końcu września 1848 jako wspólny agent księcia Adama, rządu francuskiego i Królestwa Sardynii udał się z misją dyplomatyczną na Bałkany, gdzie próbował skłonić Serbów i Węgrów do wspólnego wystąpienia przeciwko Austrii.
Wziął udział w powstaniu węgierskim. W maju 1849 oficjalnie wstąpił do armii węgierskiej, w której został mianowany pułkownikiem. Wziął udział w bitwach pod Szorëg i Béba. Po upadku powstania był jednym z koordynatorów ewakuacji Legionu Polskiego z Węgier na ziemie Słowian Południowych i następnie do Turcji. W 1850 powrócił do Francji, gdzie, podobnie jak po kampanii w Algierii, spisał historię powstania węgierskiego i swojego udziału w nim w pracy Essai sur la guerre de Hongrie.

#### Okres turecki
W październiku 1853 Bystrzonowski otrzymał propozycję przyjęcia do służby w armii tureckiej na stanowisku generała. Już w listopadzie 1853 znalazł się w Stambule. W czasie wojny krymskiej był jednym z pięciu Polaków awansowanych do rangi generałów armii tureckiej. Został przydzielony do armii anatolijskiej i stacjonował w twierdzy Kars. Tam znalazł się w sztabie głównodowodzącego armii anatolijskiej, Ahmeda Kurd-Paszy. Zwyczajem ochotników zachodnich służących w armii tureckiej Bystrzonowski przyjął nowe imię: Arsłan Pasza. W marcu 1854 w miejsce odsuniętego Ahmeda Kurd-Paszy nowym głównodowodzącym został Zaryf Mustafa-Pasza; Bystrzonowski, którego nowy dowódca znał osobiście, pozostał członkiem sztabu. Wziął udział w przegranej przez stronę turecką bitwie pod Kiuruk Dara. Po starciu Bystrzonowski był wskazywany jako jeden z głównych winowajców porażki; w związku z tym podał się do dymisji.
W styczniu 1855 powrócił do Paryża. Tam spotkał się z wyraźną niechęcią ze strony części polskich emigrantów, którzy źle oceniali służbę Bystrzonowskiego w armii muzułmańskiej i ostentacyjnie nie uznawali jego stopnia generalskiego. Ponadto znacznie osłabła jego pozycja w Hotelu Lambert, a próby ponownego wzięcia udziału w wojnie krymskiej nie doszły do skutku. W styczniu 1857 otrzymał etat w poselstwie tureckim w Paryżu. Jako attaché militaire Wielkiej Porty służył  do 1872 roku. We wrześniu 1862, po ponad trzydziestu latach nieobecności, odwiedził ziemie polskie. W 1865 adoptował Wojciecha Woronicza, który był nieślubnym dzieckiem Janusza Woronicza. Zmarł 27 lipca 1878 w Paryżu po długiej chorobie. Pochowany został na cmentarzu Montmorency.